# فومیو گوتو
فومیو گوتو (انگلیسی: Fumio Gotō; (زادهٔ ۷ مارس ۱۸۸۴ – درگذشته ۱۳ مه ۱۹۸۰) یک سیاست‌مدار اهل ژاپن بود.